# Frances Hodgson Burnettová

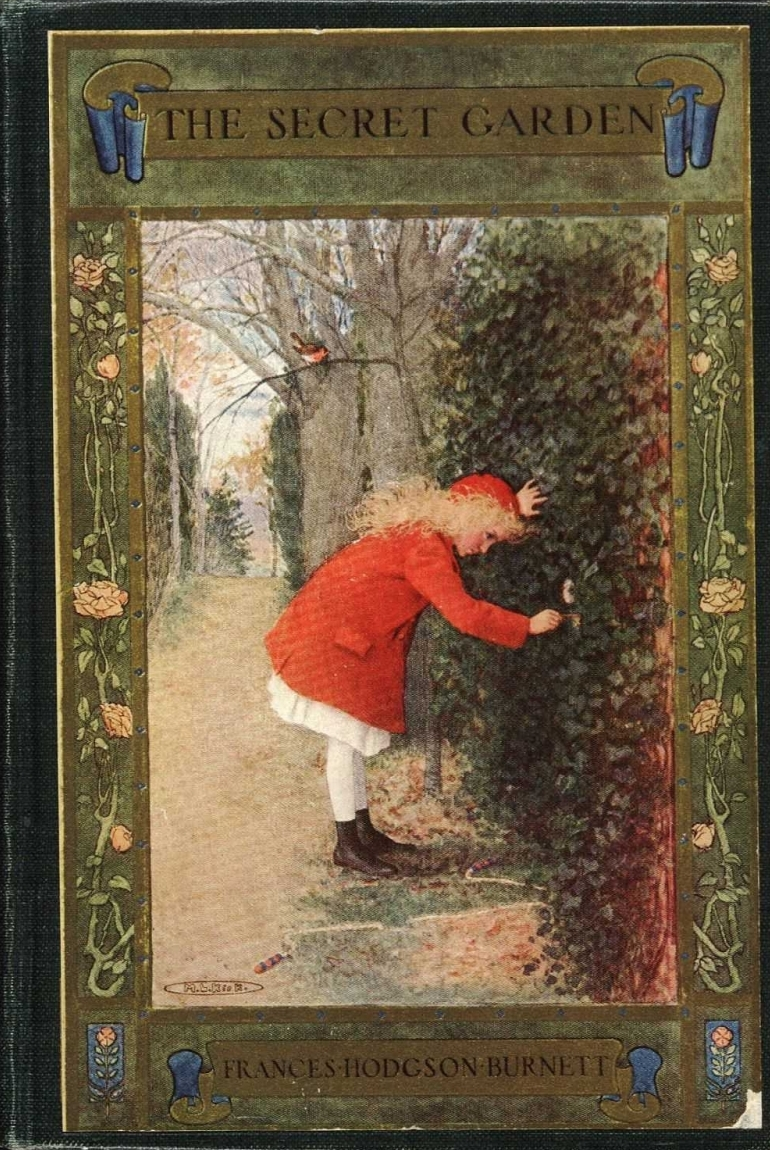
The Secret Gardern, první vydání z roku 1911

Frances Eliza Hodgson Burnettová (24. listopadu 1849, Manchester, Anglie – 29. října 1924, Long Island, New York, USA) byla anglo-americká prozaička a dramatička, autorka více než padesáti knih a třinácti divadelních her pro děti i pro dospělé. Mezi její nejznámější dětské knihy patří Malý lord (1886), Malá princezna (1905) a Tajná zahrada (1911).

## Život
Frances Hodgson Burnett se narodila a vyrůstala v Manchesteru v Anglii. Jejími rodiči byli Edwin Hodgson a Eliza Bond. Její otec roku 1853 zemřel, a tak se zchudlá rodina (matka a sourozenci) roku 1865 přestěhovala k příbuzným do Spojených států – konkrétně do města Knoxville ve státě Tennessee.
V devatenácti letech začala v různých časopisech publikovat své první práce, aby rodině finančně vypomohla, protože se po smrti své matky musela starat o čtyři mladší sourozence. Roku 1873 se provdala za Swana Burnetta a dva roky s ním žila v Paříži, kde se jí narodili dva synové. Po návratu do USA se s manželem usadila ve Washingtonu, kde začala psát své romány. Její sentimentální a naivně moralistní příběhy se staly velmi oblíbenými a vydání jejího románu Little Lord Fauntleroy (Malý lord Fauntleroy) roku 1886 z ní udělalo světově proslulou autorku.
Později žila střídavě v USA a v Anglii. Roku 1892 zemřel její nejstarší syn na tuberkulózu, což u ní vyvolalo deprese, se kterými zápasila po zbytek života. Roku 1898 se rozvedla, neboť její manžel žil velmi marnotratným životem. Znovu se provdala roku 1900, ale toto manželství vydrželo pouze rok. Ke konci života se usadila na Long Islandu v New Yorku, kde roku 1924 zemřela.
Frances Burnettová ve svých románech úspěšně kombinovala realisticky vykreslené postavy a prostředí s romantickými zápletkami plnými nečekaných zvratů. Několik svých románů také zdramatizovala.

## Výběrová bibliografie

#### Romány
- That Lass o' Lowrie's (1877, česky jako Malá miss)
- Lindsay's Luck (1878)
- Haworth's (1879)
- Louisiana (1880, česky jako Venkovanka)
- A Fair Barbarian (1881, česky jako Čestný barbar)
- Esmeralda (1881)
- Through One Administration (1883, česky jako Během jednoho volebního období)
- Little Lord Fauntleroy (1886, Malý lord Fauntleroy) – autorčin nejslavnější román, který vypráví příběh malého chlapce, jehož otec je příslušník anglického šlechtického rodu a matka chudá Američanka. Po smrti svého otce žije chlapec jako dědic šlechtického titulu se svou matkou u despotického konzervativního dědečka v Anglii, který se pod jeho vlivem změní v laskavého muže a usmíří se i se svou snachou.
- Sara Crewe or What Happened at Miss Minchin's (1888) – roku 1905 vydán v přepracované verzi pod názvem A Little Princess (Malá princezna)
- The Fortunes of Philippa Fairfax (1888)
- The Pretty Sister of José (1889, Hezká sestra Joséova)
- The Drury Lane Boys' Club (1892)
- The One I Knew the Best of All (1893, Člověk, kterého jsem znala nejlépe) – autobiografie, vzpomínky na dětství a mládí
- Two Little Pilgrims' Progress: A story of the City Beautiful (1895)
- A Lady of Quality (1896, Dáma z lepší společnosti)
- In Connection with the De Willoughby Claim (1899)
- The Making of a Marchioness (1901, česky jako Markýza nebo Jak se stala markýzou)
- The Land of the Blue Flower (1904)
- A Little Princess (1905, Malá princezna) – přepracovaná verze románu Sara Crewe z roku 1898
- Queen Silver-Bell (1906)
- The Shuttle (1907)
- The Secret Garden (1911, Tajná zahrada) – román, ve kterém se devítileté děvčátko po smrti svých rodičů ocitá na pochmurném panství podivínského strýce, kde nalezne tajemnou zahradu.
- The Lost Prince (1915, Ztracený princ)
- The Little Hunchback Zia (1916)
- The Head of the House of Coombe (1922)

#### Divadelní hry
- A Little Princess (1902, Malá princezna) – divadelní hra podle románu Sara Crewe

## Filmové adaptace

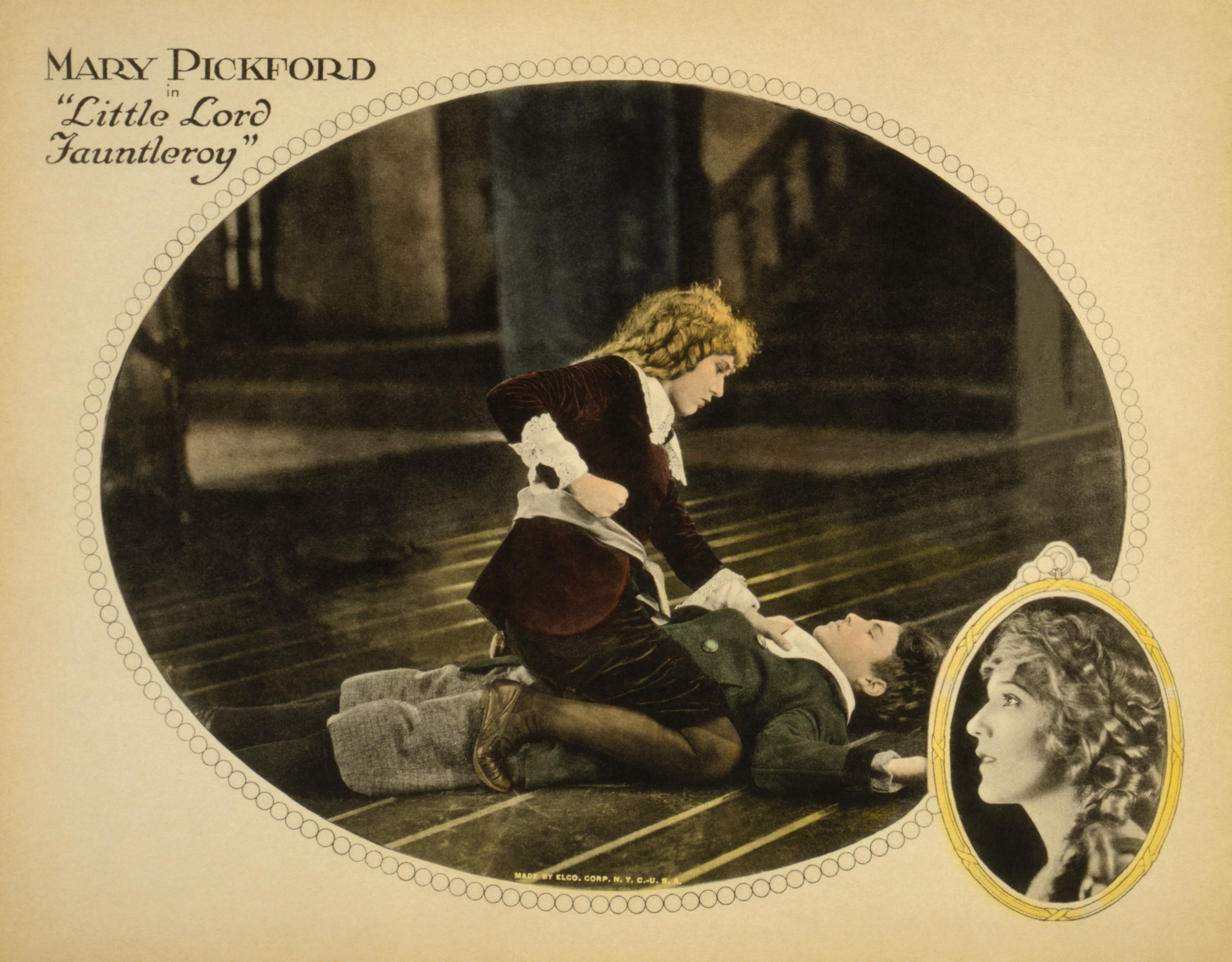
Little Lord Fauntleroy, němý film z roku 1921.

V on-line databázi Internet Movie Database je možno nalézt 55 filmových a televizních titulů, z nichž téměř dvacet bylo natočeno již v éře němého filmu. K nejznámějším adaptacím patří americký film Little Lord Fauntleroy (Malý lord Fauntleroy) režiséra Johna Cromwella z roku 1936 a rovněž americký film The Little Princess (Malá princezna) režiséra Waltera Langa z roku 1939 se Shirley Templeovou v hlavní roli.
První filmové adaptace románu Malý lord Fauntleroy dokonce ovlivnily dětskou módu: Sametový oblek s bílým krajkovým límcem stal vzorem chlapeckého oblečení.

## Česká vydání
- Malý lord, Josef R. Vilímek, Praha 1893, přeložila Eliška Krásnohorská, znovu 1902, 1924 a 1946
- Malý lord Fauntleroy, Bedřich Kočí, Praha 1907, přeložil V. A. Jung, znovu 1909
- Malý lord, Alois Hynek, Praha 1907, přeložil F. J. Andrlík
- Malá miss, Hejda a Tuček, Praha 1909, přeložil Rudolf Kristinek, znovu Vojtěch Šeba, Praha 1933
- Malý lord, Emil Šolc, Praha 1912, přeložil Jan Dlouhý, znovu Šolc a Šimáček, Praha 1922, 1930 a 1933
- Markýza, Národní politika, Praha 1915, přeložila Krista Levá
- Malý lord Fauntleroy, Ignác Leopold Kober, Praha 1919, přeložil Otakar Hink
- Venkovanka, Zemědělské knihkupectví A. Neubert, Praha 1920, přeložil Karel Weinfurter
- Tajemná zahrada, Zemědělské knihkupectví A. Neubert, Praha 1920, přeložil Karel Weinfurter
- Malý lord, Alois Hynek, Praha 1921, přeložila Ida Zwachová
- Malý lord Fauntleroy, O. Pyšvejc, Praha 1922, přeložil Karel Weinfurter
- Malý lord, V. Salač, Praha 1925, přeložil Jaroslav Kripner, znovu Vojtěch Šeba, Praha 1932 a 1946
- Jak se stala markýzou, Zemědělské knihkupectví A. Neubert, Praha 1925, přeložil Karel Weinfurter
- Hezká sestra Joséova, Zemědělské knihkupectví A. Neubert, Praha 1925, přeložil Karel Weinfurter
- Malý lord, Karel Hloušek, Praha 1937, znovu 1940
- Malý lord, Nezávislý novinář, Kladno 1991, přeložil Filip Alan
- Malý lord, Road, Praha 1991, přeložila Jana Pacnerová
- Malý lord, Albatros, Praha 1991, přeložila Alena Dezortová
- Malý lord, Kosík, Praha 1991 přeložil Jindřich Kašák
- Tajná zahrada, JUNIOR, Bratislava 1994, přeložil Saša Borovec
- Tajná zahrada, Knižní klub, Praha 2009, přeložil Lumír Mikulka
- Malá princezna, Malvern, Praha 2014, přeložila Lucie Nekulová
- Tajemná zahrada, LEDA, 2020, přeložil Lumír Mikulka